# Liste alfabetice de fotografi
Această pagină (aflată mereu în construcție) este una de redirecționare spre diferiți fotografi, aranjați alfabetic după numele lor de familie.
|  | Liste alfabetice de fotografi A - Ă - Â - B - C - D - E - F - G - H - I - Î - J - K - L - M - N - O - P - Q - R - S - Ș - T - Ț - U - V - W - X - Y - Z - |